# نووهورود-سیورسکیی
شهر نووهورود-سیورسکیی (به روسی: Новгород-Сіверський) در استان چرنیهیو در کشور اوکراین واقع شده‌است. جمعیت این شهر ۱۵٬۱۷۵ نفر است.

## نگارخانه

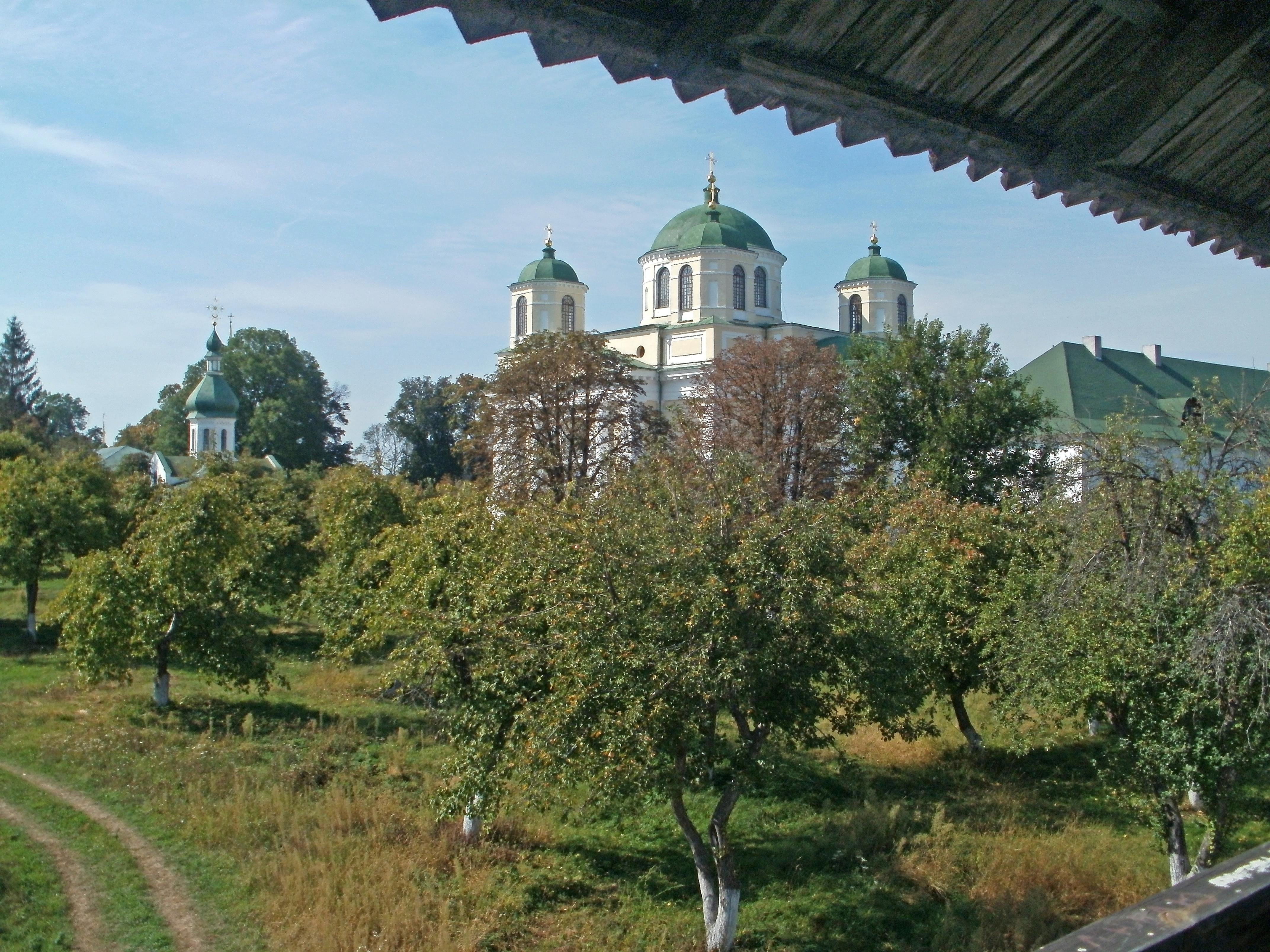
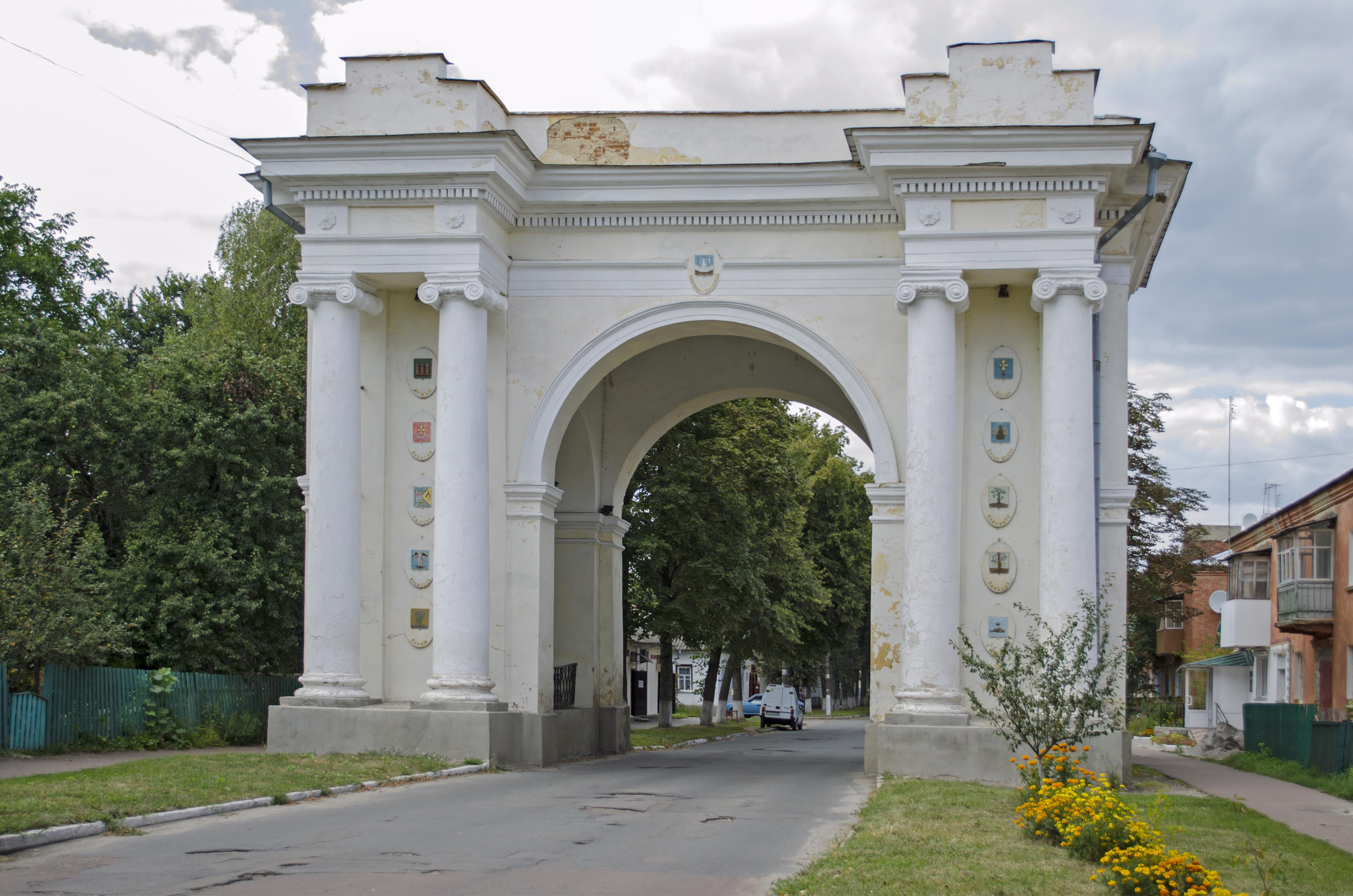
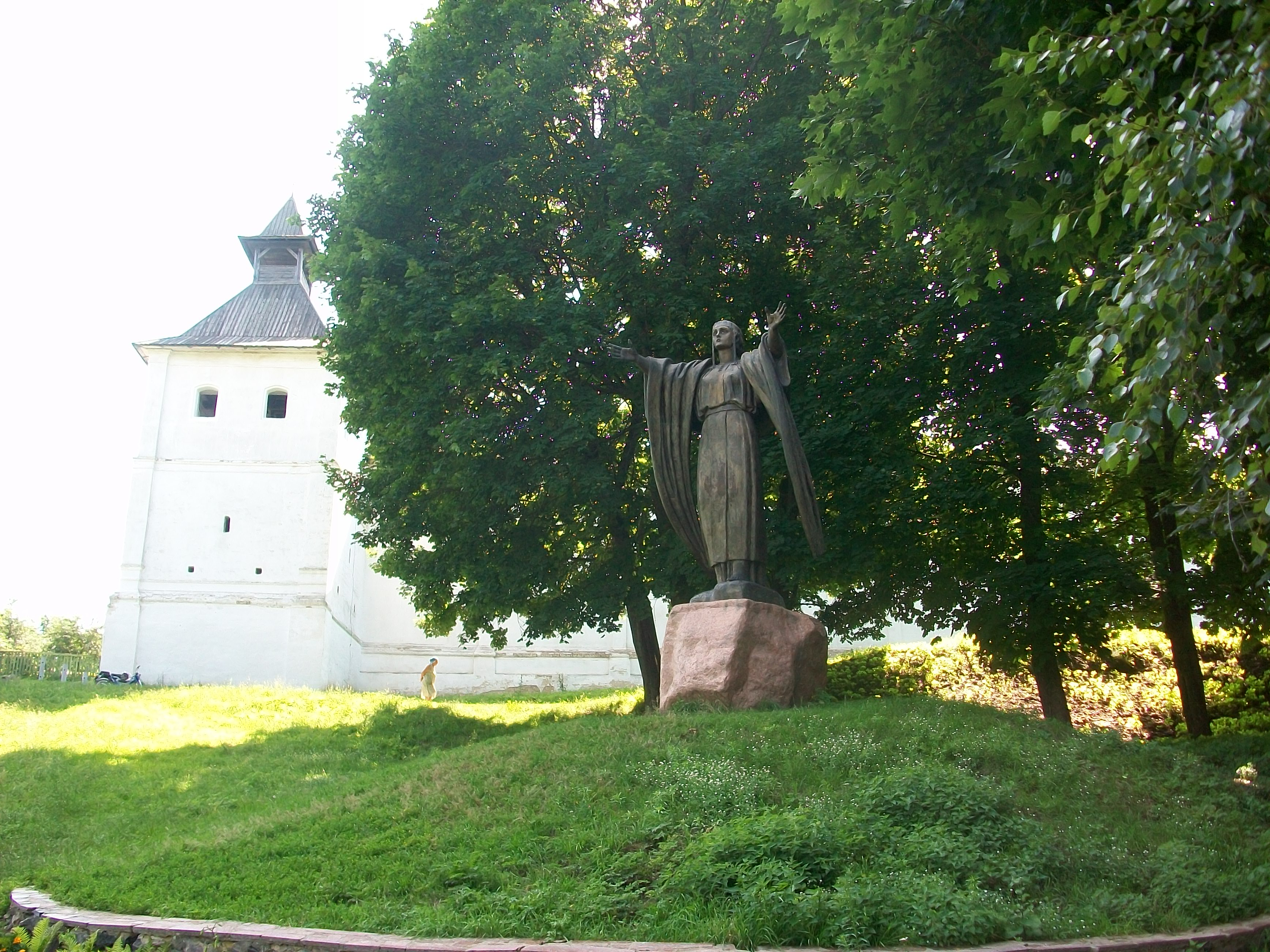
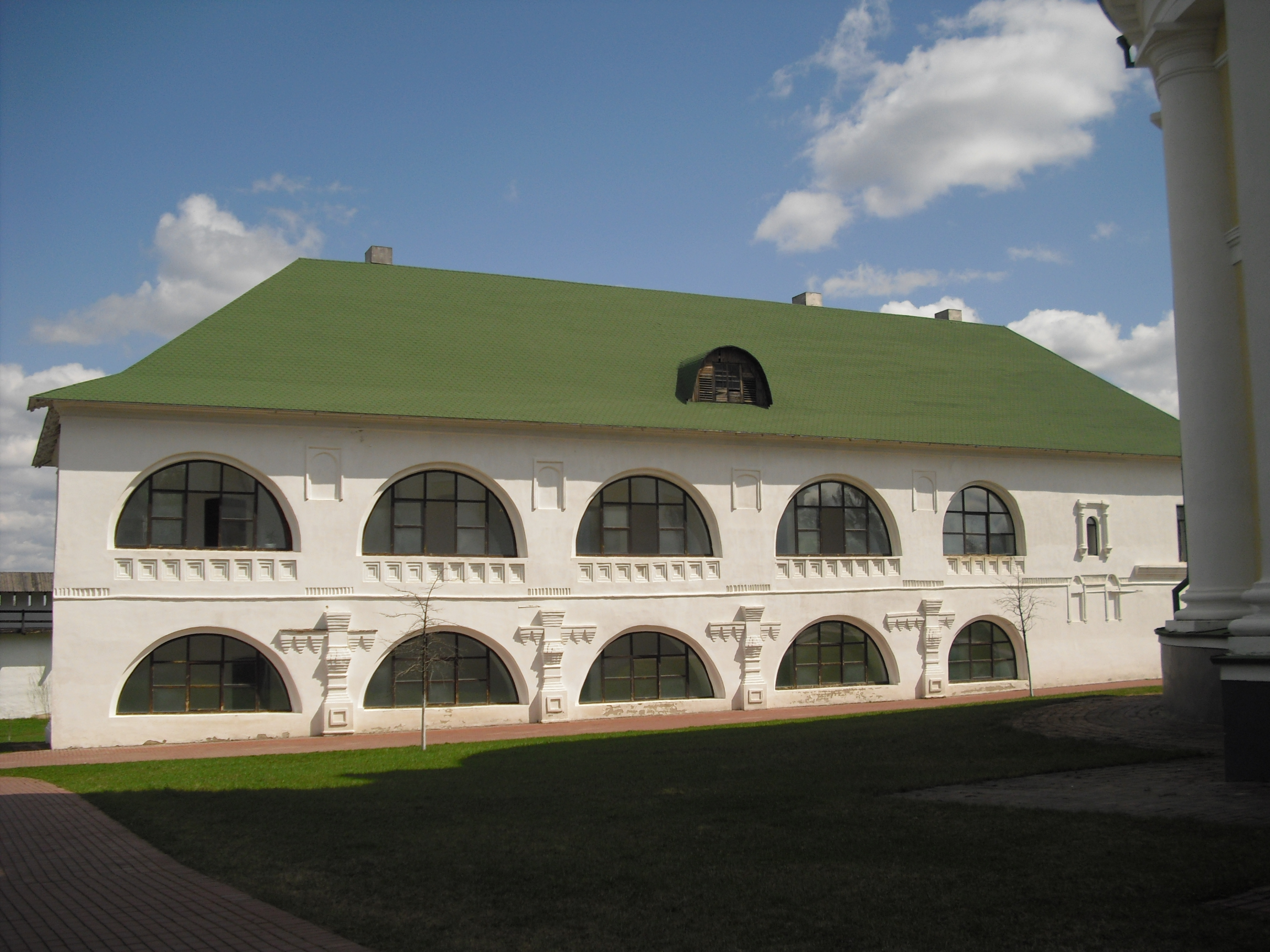
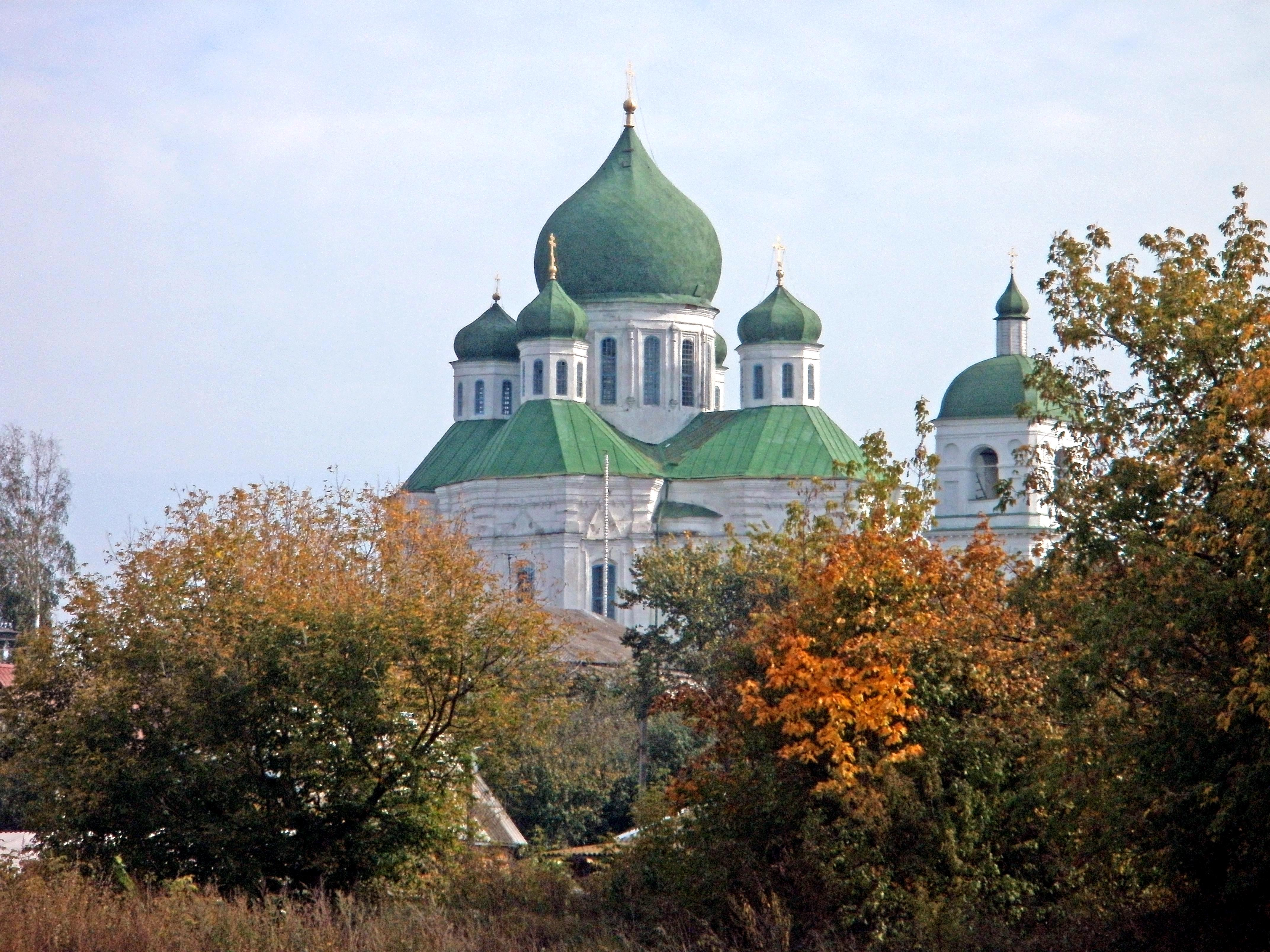
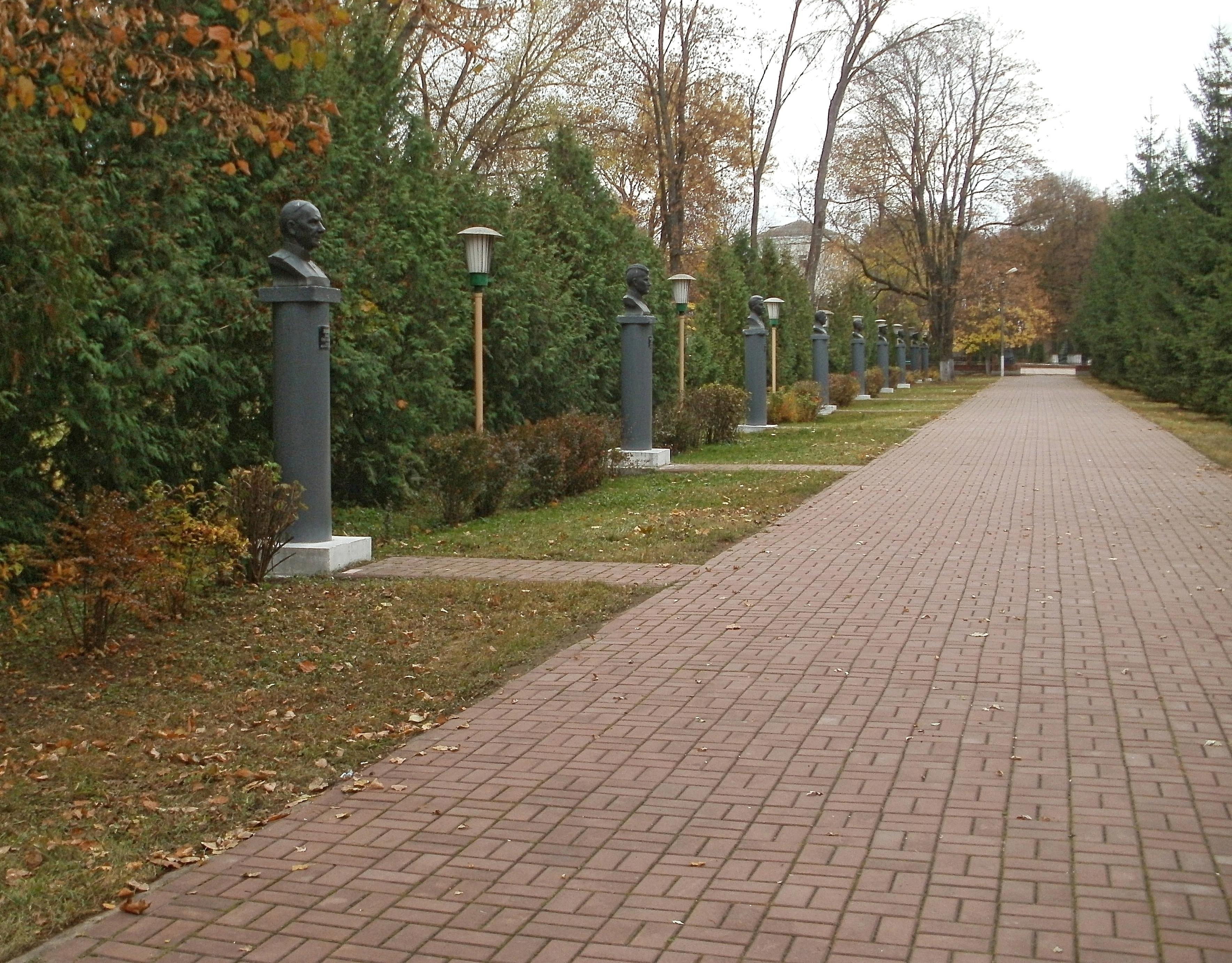
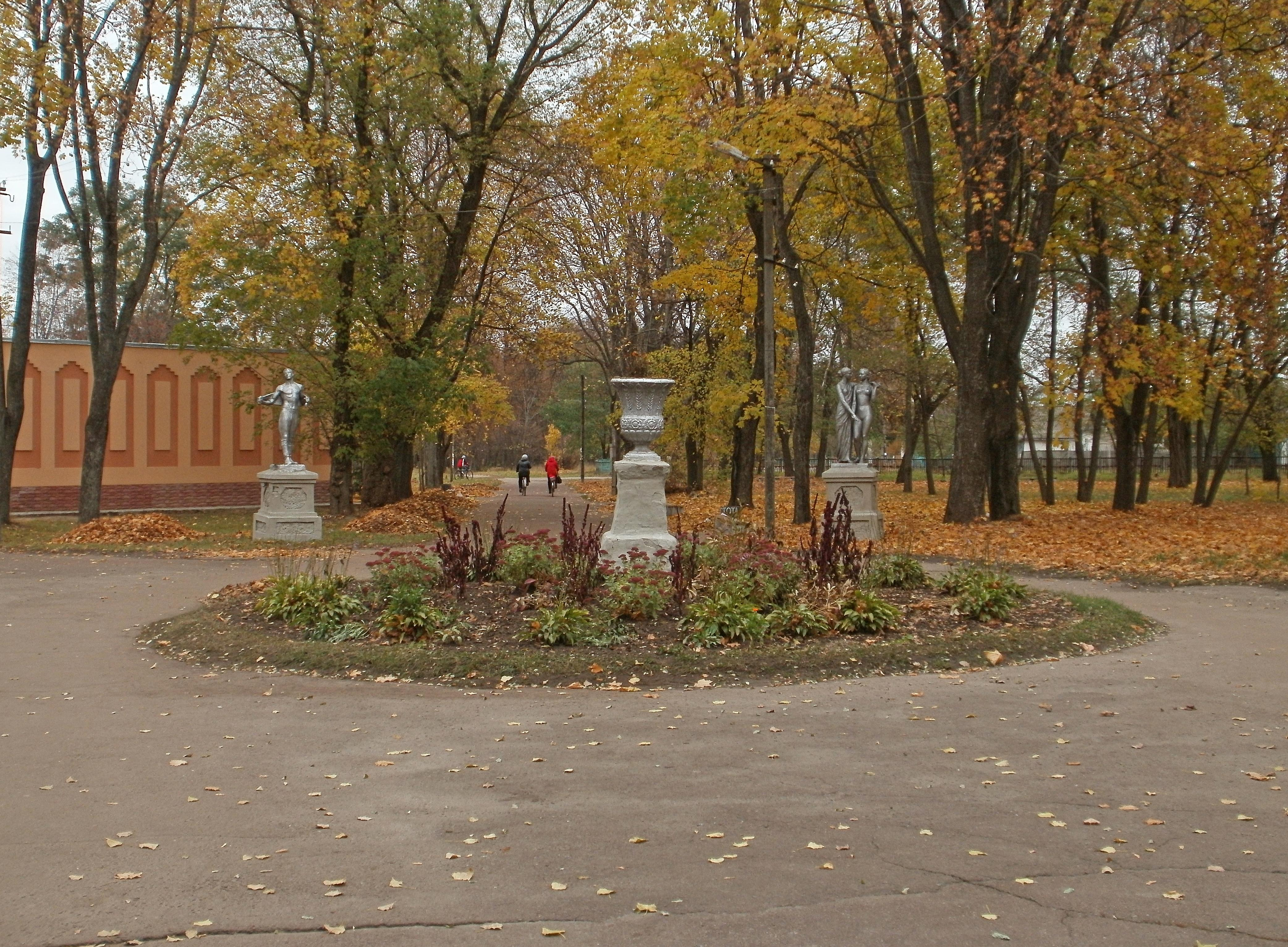